# 桃井和馬
桃井 和馬（ももい かずま、1962年7月24日 - ）は、日本の写真家、ジャーナリスト。

## 人物・来歴
東京都出身。テンプル大学ジャパンキャンパスアメリカ研究学科卒業。
世界140カ国を取材し、紛争・地球環境などを題材に宗教的な文明論を展開している。第32回太陽賞受賞。

## 著書
- 『ペルー燃ゆ 1989-1991』（アイピーシー、1991.11）
- 『青い緑の星 21世紀を生きる人のために』（講談社、1995.10）
- 『世紀末地球オデッセイ 桃井和馬写真集』（講談社、1996.11）
- 『辺境からのEメール』（求龍堂、1999.11）
- 『くらやみでもへっちゃら』（大日本図書(かがくだいすき)）2000
- 『希望へ! 人間は何をしてきたのか? 悲劇の現場をめぐって』（大日本図書、2002.11）
- 『破壊される大地』（岩波書店、岩波フォト・ドキュメンタリー世界の戦場から)2003
- 『観光コースでないアフリカ大陸西海岸』（高文研、2004.1）
- 『もう、死なせない! 子どもの生きる権利』（フレーベル館、2004.7）
- 『好きなのに』（東海教育研究所、2004.8）
- 『この大地に命与えられし者たちへ』（清流出版、2007.3）
- 『生命がめぐる星 地球』（フレーベル館、2007.7）
- 『すべての生命(いのち)にであえてよかった』（日本キリスト教団出版局、2010.10）
- 『妻と最期の十日間』（集英社新書、2010）
- 『希望の大地』（岩波書店、2012）
- 『大地巡礼』（スマート・エコロジー企画、2013）
- 『美しい大地は フォト・ソングブック』陣内大蔵 選詞. 日本キリスト教団出版局, 2014.10
- 『世界のともだち 19　インド : アルナブ世界をめざす』写真・文 偕成社, 2014.12
- 『和解への祈り』写真・文. 日本キリスト教団出版局, 2018.11

## ドキュメンタリー
- こころの時代「戦場から祈りへ」（2019年12月1日、NHK Eテレ）[2]